# Estádio Åråsen
Åråsen stadion é um estádio de futebol da Noruega, localizado na cidade de Lillestrøm. Com capacidade para dez mil pessoas, é a casa do Lillestrøm Sportsklubb. Foi inaugurado em 7 de julho de 1951.